# Leo Verdura
Leo Verdura es una historieta de Rafael Ramos sobre un león, que refleja unos estereotipos contradictorios a los esperados en un animal tan supuestamente fiero.
Leo Verdura aparece en 1986, cuando se populariza la objeción de conciencia, el vegetarianismo o la lucha feminista. Debuta en la edición dominical del diario El País, aunque la serie se llama en aquel entonces Felis, el león vegetariano. Posteriormente, en 1988, saltará al suplemento infantil del diario (El Pequeño País ya como Leo Verdura. El protagonista es una caricatura de todos estos estereotipos de esta época desde un marco de comedia. Las historietas suelen ser de una o dos páginas como mucho, y tienen lugar en la sabana africana, cerca del Kilimanjaro.
Esta era una de las historietas más emblemáticas aparecidas en el Pequeño País de los años ochenta.

## Personajes
- Leo es el león muy sensible, más o menos objetor de conciencia, a quien le da apuro cazar y por ello se ha hecho vegetariano.
- Katya, la esposa de Leo y la madre de los gemelos Stanley y Livingstone. Siempre está regañando a Leo por no traer carne a casa.
- Raad, es un leopardo, al que Leo comenta lo que le va pasando.
- Stanley y Livingstone, los hijos de Leo. Bastante despiertos y siempre imaginativos a la hora de inventarse cosas. A Leo se la juegan pero a Katya no.
- Bebé Gorila, una cría de gorila que es cuidada por Leo y Katya.

## Tomos recopilatorios
- Leo Verdura (El País / Altea) (1990)
- ¡Éste es mi León! (Estudios Leo) (1993)
- Una fiera anda suelta (Estudios Leo) (1995)
- Leo Verdura (Norma Editorial) (2020)

## Animación
- Leo Natura (2000).